# Hermelín

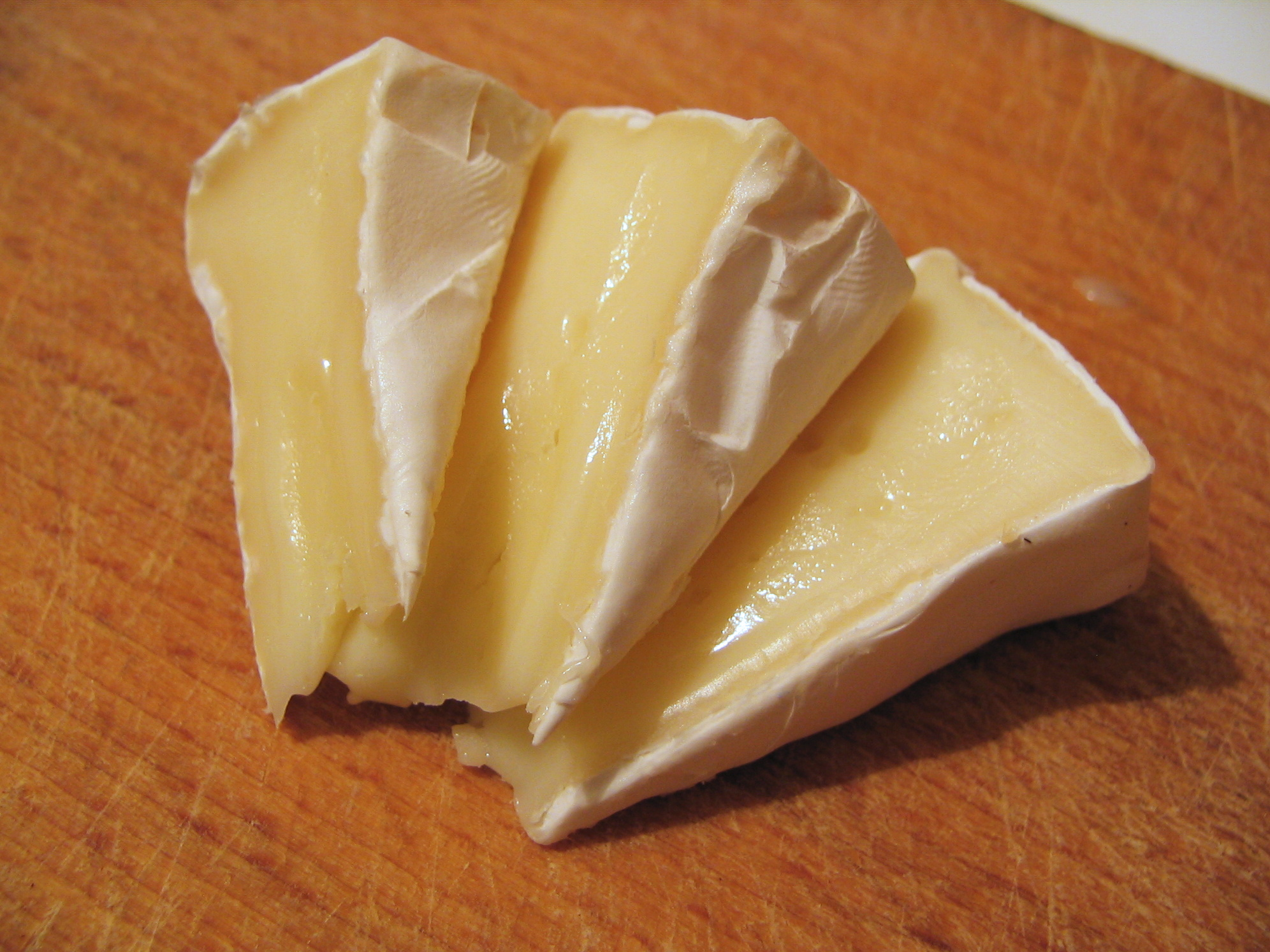
Hermelín totalmente envelhecido

O Hermelín é um tipo de queijo checo, o qual se parece muito com o Camembert, com uma camada branca de fungo. É originário da cidade de Sedlčany, na Boêmia central, e é vendido em toda a República Checa, sob o nome de várias marcas. Em restaurantes, o queijo é servido conservado em óleo (nakládaný), empanado e frito em migalhas de pão (smažený) ou grelhado (grilovaný).